# Canato da Sibéria
```
   |-
       |
Erro:
:  
valor não especificado para "
nome_comum
"
```

O Canato da Sibéria, também conhecido como Canato de Turan, foi um canato turco na região da Sibéria formada sobre os remanescentes do Império Mongol, finalmente conquistado pelo Império Russo na conquista russa da Sibéria em 1598.

## História
Na década de 1440, a Horda de Ouro foi tomada por uma guerra civil, e como resultado se dividiu em quatro canatos separados: o poderoso Canato de Cazã, o Canato de Astracã, o Canato da Crimeia que se tornaria tributário do Império Turco-Otomano e o remoto e fraco Canato da Sibéria.
Algumas partes do Canato também incluíam o Ducado de Sibir que existiu durante o século XIV ao norte da Horda Ouro, além de terras mansis, cantis e nenetes.
O Canato era habitado principalmente por tártaros da Sibéria. Os cãs, governantes do território, eram escolhidos normalmente dos descendentes de Xibã, irmão de Batu Cã. O último cã da Sibéria foi Kutchum, cujos descendentes foram conhecidos como Príncipes Sibirski. A última capital era Sibir, e muitas das atuais cidades russas na Sibéria Ocidental foram fundadas durante a época do Canato da Sibéria, incluindo Tyumen e Tobolsk. O Canato foi o Estado islâmico mais setentrional da história, chegando mesmo ao Ártico.

## Declínio
O Canato da Sibéria foi facilmente varrido pelos cossacos russos sob a liderança de Yermak Timofeyevich na década de 1570. Yermak nomeou o novo território de Sibéria, após Sibir. O Canato viveu no título subsidiário "Czar da Sibéria" no qual se tornou parte do estilo imperial dos autocratas russos.